# 郭云飞 (1963年)
郭云飞（1963年10月—），河南郑州人，教授，博士生导师，享受政府特殊津贴。现任解放军信息工程大学校长。

## 简历
曾任解放军信息工程大学信息工程学院院长。
2011年任解放军理工大学训练部部长。2012年12月晋升少将军衔。
2013年12月任解放军信息工程大学副校长。2016年5月任解放军信息工程大学校长。

## 荣誉
获国家科技进步一等奖2项，省部级科技进步一等奖2项，荣立一等功1次，二等功1次、三等功3次。